# 马里亚纳群岛
马里亚纳群岛（英語：Mariana Islands）——直到20世纪初还被称为莱德隆群岛（Ladrone），西班牙语意为“强盗群岛”，为麦哲伦所命名，北太平洋上南北纵列的15座火山岛和一些珊瑚岛组成。源自日本附近延伸的海底山脉，马里亚纳群岛位于海底山脉南端；马里亚纳群岛最南至关岛，总长1565英里，总面积396平方英里。
- 主要岛屿：关岛、塞班岛、罗塔岛和天宁岛

葡萄牙航海家麦哲伦于1521年首次发现马里亚纳群岛，1667年西班牙声明了对该群岛的主权，并直接使用西班牙王后玛丽亚娜的名字命名。美西战争之后，最南的關島割让给美国，其餘島嶼（称为北马里亚纳群岛）廉价卖给了德意志帝國後並入德屬紐幾內亞。第一次世界大战中德国戰敗，北马里亚纳由国际联盟交给大日本帝國南洋廳託管。第二次世界大战後，北马里亚纳由美国託管。1986年11月，北马里亚纳群岛成為美国自治邦，居民获得美国公民权。

## 地理

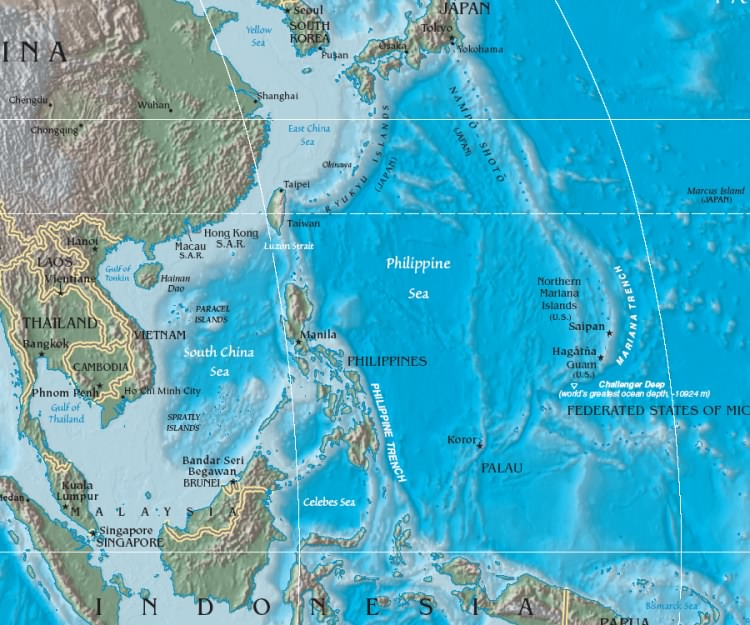

马里亚纳群岛是从关岛延伸到日本附近1,565英里（2,519）的水下山脉的南部。从地理上看，马里亚纳群岛是称为密克罗尼西亚的更大区域的一部分，位于北纬13°和21°以及东经144°和146°之间。
马里亚纳群岛的陆地总面积为1,008平方（389平方英里）。 在这群岛上有两个行政区：
1. 关岛是美国非建制领地。
2. 北马里亚纳群岛（包括塞班岛、天宁岛和罗塔岛等岛屿）是美國自治邦。

岛链在地理上由两个亚群组成，一个由十个火山主岛组成的北部群，目前都无人居住；和南部的五个珊瑚石灰岩岛群（罗塔、关岛、阿吉让、天宁岛和塞班岛），除阿吉让外都有人居住。在北部火山群中，最高海拔达到约 2,700 英尺（820 米）；有显示活动迹象的地震、陨石坑并不少见。珊瑚礁位于其南部岛屿的海岸边缘，海拔较低。
地壳的最低点马里亚纳海沟位于岛屿附近，并以它们的名字命名。